# Susan Lenox (Her Fall and Rise)
Susan Lenox (Her Fall and Rise) és una pel·lícula estatunidenca Pre-Codi del 1931 protagonitzada per Greta Garbo i Clark Gable, basada en la novel·la de David Graham Phillips. La pel·lícula va ser feta per la Metro-Goldwyn-Mayer i va ser dirigida i produïda per Robert Z. Leonard. Va ser l'única pel·lícula en que Greta Garbo estava aparellada amb Clark Gable. La notorietat de la novel·la va ser suficient perquè la censura britànica en prohibís l'estrena. Amb uns petits talls, va ser finalment aprovada al Regne Unit amb un títol nou: The Rise of Helga.

## Argument
La història comença quan Helga, més tard rebatejada amb el nom artístic de Susan Lenox, la noia òrfena que interpreta Greta Garbo, fuig durant una nit de tempesta de la casa del seu pare, obsessionat amb la idea de casar-la com més aviat millor amb l'abominable Alan Hale, i troba refugi al costat de Rodney (Clark Gable). S'enamoren, dormen junts i planegen casar-se, però el capritx del destí els allunya l'un de l'altre.

## Repartiment
- Greta Garbo: Susan Lenox
- Clark Gable: Rodney Spencer
- Jean Hersholt: Karl Ohlin
- John Miljan: Burlingham
- Alan Hale: Jeb Mondstrum
- Hale Hamilton: Mike Kelly
- Hilda Vaughn: Sra. Astrid Ohlin
- Russell Simpson: Doctor
- Cecil Cunningham: Madame Panoramia
- Ian Keith: Robert Lane